# 測量員4號
測量員4號是美國探測月球的測量員計畫中，第四艘登陸月球的測量員太空船。
- 發射於1967年7月14日，於1967年7月17日著陸。
- 登陸時的重量：625磅  (282公斤)

這艘太空船若未墜毀將是一次完美的任務，但於登陸前2.5分鐘失去遙測上的接觸。
這艘探測器是為了確定月球的地形能夠讓阿波羅計畫在月球進行登陸任務而發射，並能在月球軟登陸以送回月球表面影像，以確定月球特性的一系列太空船中的第四艘。裝配的設備包括電視攝影機和輔助鏡片，表面土壤取樣器、在登陸腳架上的感應器和無數的工程感應器。在完美無瑕的飛往月球之後，太空船的無線電訊號在登陸前下降階段的最後2.5分鐘斷掉，並且未曾再重新建立起通訊。可能是有固態燃料在計畫的最後燃燒階段發生了爆炸。
與測量員3號相似，測量員4號也配備了挖掘表面的挖斗 (並且帶有磁性)用來檢測月球的表面是否有酸化的亞鐵元素。直到在1967年7月17日02:03UT，登陸之前的2.5分鐘，這個任務仍然是完全成功的。預計登陸的地點是中央灣，位置是北緯0.4°，西經1.33°。美國國家航空暨太空總署的結論認為這艘太空船在著陸之前可能解體了，所以才會失去聯繫。

## 外部連結
- 測量員計畫的結果 (PDF) 1969年 （页面存档备份，存于）(英文)